# Кононовка (Киевская область)
Кононовка (укр. Кононівка) — село, входит в Сквирский район Киевской области Украины.
Население по переписи 2001 года составляло 85 человек. Почтовый индекс — 09000. Телефонный код — 4568. Занимает площадь 0,41 км².

## Местный совет
09000, Київська область, Сквирський р-н, м.Сквира, вул. Богачевського,28